# 皇牌空战6 解放的战火
《皇牌空战6 解放的战火》是一款由南梦宫公司制作和发行的飞行模拟游戏。本游戏为皇牌空战系列第6作。本游戏于2007年10月23日在微软Xbox 360发行。
玩家需要控制一辆战斗机，击败来自空中和地上的敌人。
游戏收到普遍正面评价。尽管游戏的评价比上作略微降低。

## 故事大綱
在小行星Ulysses1994XF04撞擊了「奇異真實」（Strangereal，遊戲中的架空版地球）後，位於「奇異真實」北方的阿尼亞大陸（Anea）東部的國家愛沙托瓦奇亞（Estovakia），因國土在隕石災難中重創造成的經濟蕭條而陷入了内戰，導致該國軍政府上臺。幾年後，愛沙托瓦奇亞軍政府對西方鄰國艾美利亞（Emmeria）宣戰並同時發動侵略戰爭，艾美利亞軍隊雖然全力抵抗，但因為遭到先制攻擊導致的混亂以及愛沙托瓦奇亞軍空中巡洋艦「埃加翁」（Aigaion）的猛烈打擊而節節敗退，首都葛瑞斯梅利亞（Gracemeria）和大半的國土都在短短時間內淪陷，艾美利亞政府及軍隊一路退守到西部邊境凱塞德島（Khesed Island）西南部的城市維托澤（Vitoze），至此艾美利亞的淪亡似乎只是時間問題......。
就在此時，艾美利亞空軍第28「神鷹中隊」（EAF 28th Squadron "Garuda"）的隊長「護身符」（Talisman）挺身而出，率領在首都防衛空戰中臨時編組的搭檔「三葉草」（Shamrock）和一眾飛行員，成功挫敗了愛沙托瓦奇亞軍對維托澤的攻勢。隨後，以維托澤為起點，艾美利亞軍重振旗鼓，由「護身符」和「神鷹中隊」領頭，展開解放國土的聖戰.....。
在本遊戲中，玩家將飾演「護身符」，與艾美利亞空軍的一眾英豪聯手，對抗愛沙托瓦奇亞大軍與「埃加翁」號空中巡洋艦，並為解放艾美利亞國土而戰。

## Ace Edge

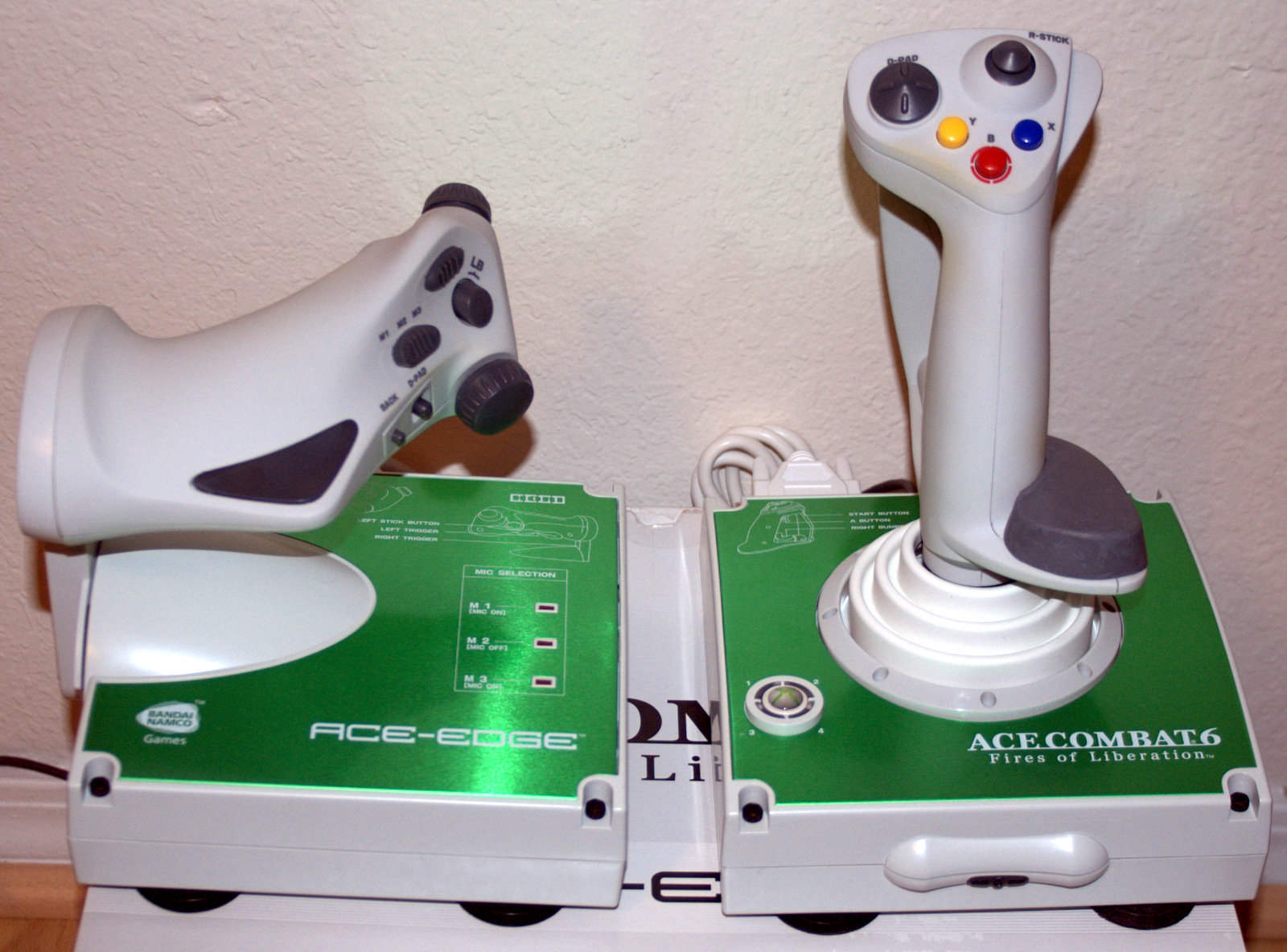
Ace Edge控制器

Ace Edge 為一款專為《空戰奇兵6》所設計的戰機操縱桿與節流閥控制器。由 Hori 公司開發製造。該控制器僅少量販售於《空戰奇兵6》的特殊限量版套裝中，並且僅於日本及北美地區販售。包含此控制器的《空戰奇兵6》限量版套裝售價為$149.99美元。限量版套裝中還附有一套專用於 Xbox 360 的《空戰奇兵6》控制板。
在日本，這套控制器被稱為"Flight Stick EX"。它非常類似受電腦遊戲玩家喜愛的Saitek X45 HOTAS操縱桿/節流閥控制器。在設計配置上，Ace Edge 與 Saitek X45 HOTAS 的節流閥控制器是相同的，但操縱桿部分有略微差異（研判是為了更呼應Xbox 360控制器的按鈕布局）。X45 控制器的頂部有兩個8向帽式開關，一個位於左側、一個位於底部、三個拇指按鈕位於其上方、一個位於安全蓋下方; Ace Edge 保留了左側的8向帽式開關，但是拇指按鈕和第二帽式開關的位置對調，對應在Xbox 控制器的四個主按鈕則有重新排序（Y、B和X，從左到右，一個在操縱桿下方而不是第二個帽式開關下面作為觸動器）。操縱桿的軸承外包裹著以彈簧為材料的柔性套管，並且相異之處還有， Saitek X45 上沒有設計腕墊。

## 評價
本作所獲得的評價相對於前幾代作品較低，但遊戲評論家對於《空戰奇兵6》仍有積極正面的評價。知名遊戲評論網站GameRankings以及Metacritic分別給予該款遊戲81.57%與80/100的評比。TeamXbox給予的評比為8.8/10，而X-Play給予的評分為4/5。